# Pandanus denudatus
Pandanus denudatus är en enhjärtbladig växtart som beskrevs av Huynh. Pandanus denudatus ingår i släktet Pandanus och familjen Pandanaceae.
Artens utbredningsområde är Togo. Inga underarter finns listade.